# Déodat Gratet de Dolomieu
Pour les articles homonymes, voir Dolomieu.
Déodat Gratet de Dolomieu, né le 23 juin 1750 au château des Gratet à Dolomieu (Isère), mort le 28 novembre 1801 au château de Châteauneuf (Saône-et-Loire), est un géologue, minéralogiste et volcanologue français, chevalier, puis commandeur, de l'ordre de Saint-Jean de Jérusalem.

## Biographie
Dieudonné Guy Sylvain Tancrède, dit Déodat Gratet de Dolomieu, naît au château des Gratet le 23 juin 1750,. Il est le quatrième enfant du marquis de Dolomieu. Son frère aîné Adolphe de Gratet, fut le dernier à porter le titre de marquis de Dolomieu.
Son père le présente à l’ordre de Saint-Jean de Jérusalem dès son baptême, ou, selon une autre source, à l'âge de deux ans. La famille est peu fortunée et Déodat n'a pas de précepteur. Il devient page de l'Ordre en 1761 ou 1762 et fait son noviciat en 1766.

### Formation
À 22 ans, après avoir suivi les cours de chimie de Jean-Baptiste Thyrion, apothicaire major à l'hôpital militaire de Metz (il y est en garnison dans un régiment de carabiniers), il fait la connaissance du duc Alexandre de La Rochefoucauld, colonel au régiment de La Sarre, membre de l'Académie des sciences, qui l'initie à la minéralogie et à la géologie,. En 1775, en Bretagne et en Anjou, il commence à travailler sur la formation du salpêtre dans les mines de Bretagne. De retour à Paris, il fait la connaissance de Louis Jean-Marie Daubenton, dont il sera nommé, en août 1778, correspondant à l'Académie des sciences.

### Chevalier de l'ordre de Saint-Jean de Jérusalem
Pendant sa formation de chevalier de l'ordre de saint-Jean de Jérusalem, faisant ses caravanes en 1768, Dolomieu tue en duel un de ses camarades novices lors d'une escale à Gaète. Il est condamné par l'Ordre à la réclusion à perpétuité. Mais grâce à l'intervention du cardinal Luigi Maria Torregiani (au nom du pape Clément XIII) et du duc de Choiseul (représentant Louis XV), il ne fait que neuf mois de forteresse. Il est réintégré en mars 1769. En 1776, réformé du régiment de carabiniers, il retourne à Malte. Il devient secrétaire de Camille de Rohan, nommé ambassadeur de l'ordre au Portugal.
Ce n'est qu'en 1778 qu'il prononce ses vœux de chevalier de Malte. Il reçoit la charge, en 1780, de la commanderie de Sainte-Anne, près d'Eymoutiers (dans la Haute-Vienne d'aujourd'hui) ; cela lui procure des revenus substantiels.
En 1783, il est nommé lieutenant général de l'Ordre et gouverneur de La Valette. Rapidement, il entre en conflit avec le grand maître Emmanuel de Rohan-Polduc ainsi qu'avec le roi de Naples. Il démissionne rapidement et part pour l'Italie. En 1786, il se porte candidat au conseil de l'Ordre, mais échoue : il s'est fait trop d'ennemis.
En 1792, la confiscation de tous les biens de l'Ordre par la Révolution le prive des revenus de sa commanderie. Pendant la Terreur, il séjourne à La Roche-Guyon, auprès de la duchesse de La Rochefoucauld et de la duchesse d'Enville.

### Travaux
Pendant son séjour à Lisbonne, Dolomieu fait ses premières observations sur le basalte, un « produit du feu », juge-t-il. Il pose la question de la relation possible entre volcans et tremblements de terre. Il écrit à Faujas de Saint-Fond plusieurs lettres sur ce sujet ; Saint-Fond les publiera dans ses Recherches sur les volcans éteints du Vivarais et du Velais,. En 1781, il se rend en Italie, où il étudie l’Etna, le Stromboli et Vulcano. Il publie en 1783 Voyage aux îles de Lipari, et en 1784, Mémoire sur les volcans éteints du Val di Noto en Sicile.
Il est aidé dans ses travaux de géologie par Nicolas de Saussure, qui analyse les échantillons prélevés au cours des recherches. Dolomieu décrit plusieurs minéraux, comme l’analcime, le psilomélane, le béryl, l’émeraude, la célestine et l’anthracite.
En 1791, Dolomieu publie dans le Journal de Physique : « Sur un genre de pierres calcaires très peu effervescentes avec les acides et phosphorescentes par la collision ». Il a découvert cette roche dans les Alpes et en envoie quelques échantillons à Saussure à Genève pour analyse. Le savant suisse lui donnera le nom de « dolomie », en hommage à son découvreur, en mars 1792, dans un courrier qu’il adresse à Dolomieu. Le nom de « Dolomites » sera ensuite donné vers 1876 à la région des Alpes italiennes où on la trouve.
En 1795, il est élu membre de l'Académie des sciences et enseigne à l'École des mines, donnant un cours sur la géographie physique et les gisements minéraux.

### Campagne d’Égypte
Lorsque Bonaparte, en route vers l'Égypte, s'empare de Malte, c'est Dolomieu qui est chargé d'en négocier la reddition ; ses anciens ennemis reconnaissent sa grandeur d'âme. Il participe ensuite à la campagne d'Égypte. Après quelques travaux scientifiques sur le Nil, il demande son retour en France pour mésentente avec Bonaparte au côté du général Dumas. Menacés de naufrage lors de leur retour en Europe, ils relâchent à Tarente, où le royaume de Naples les retient 21 mois prisonniers pour d’obscures raisons politiques. Ils ne recouvrent la liberté (à l'insistance de Napoléon) qu'après le 14 juin 1800 et la victoire des armées françaises à Marengo (ils font partie des prisonniers libérés par le traité de Florence en 1801).
De retour à Paris il s'associe en 1801 à un libraire de la rue Serpente,, mais, très affecté par son incarcération, meurt le 28 novembre 1801 (7 frimaire an X), à Châteauneuf (Saône-et-Loire), chez sa sœur la marquise de Drée.
Il était membre de l'Institut de France et de plusieurs académies, dont celle de Göttingen.

## Publications

### Ouvrages et articles

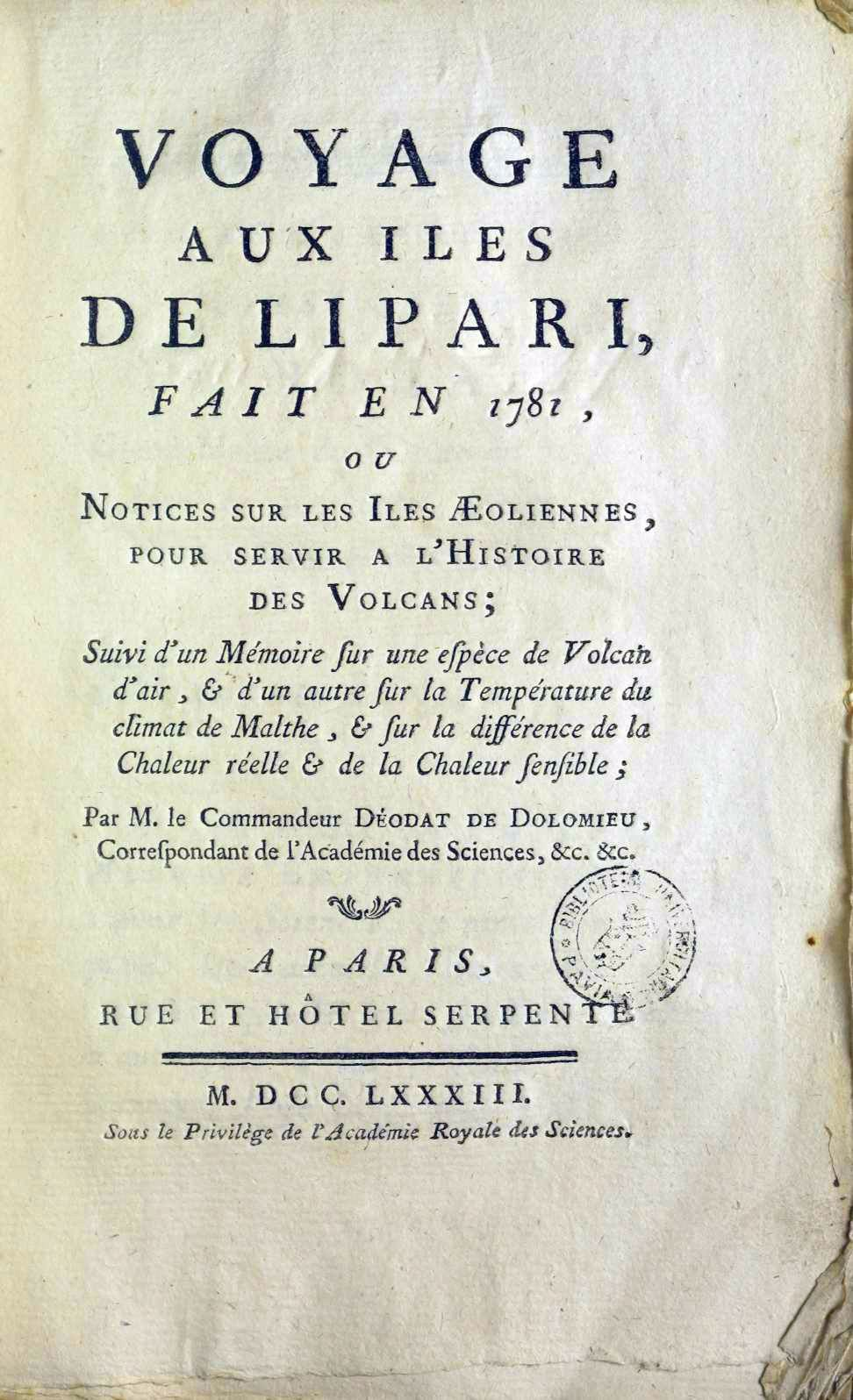
Voyage aux iles de Lipari, 1783

- Voyage aux îles de Lipari fait en 1781 sur Google Livres, 1783 — L'île italienne de Lipari se trouve dans la mer Tyrrhénienne. — Sous-titre : Notices sur les îles Éoliennes pour servir à l'histoire des volcans.
  - Comprend des mémoires sur :
    - un volcan d'une nouvelle espèce (le volcan de boue de Macaluba (sic))
    - la température du climat de Malte et la différence de la chaleur réelle et de la chaleur sensible

  - (it) Viaggio alle isole Lipari, présentation de Paolo Mauri, introd., trad. et notes de Roberto Cincotta, Lipari, Centro studi Lipari, [1991]
- Mémoire sur les tremblements de terre de la Calabre pendant l'année 1783, 1784
  - (it) Memoria sopra i terremoti della Calabria Ulteriore nell'anno 1783, Rome, L. Perego Salvioni, 1784
- Mémoire sur les îles Ponces, et catalogue raisonné des produits de l'Etna ; pour servir à l'histoire des volcans, suivis de la Description de l'éruption de l'Etna, du mois de juillet 1787, 1788
- Mémoire sur les pierres composées et sur les roches, 1791
- Notes à communiquer à messieurs les naturalistes, qui font le voyage de la mer du Sud et des contrées voisines du pôle austral, lues à la Société d'histoire naturelle de Paris, le 29 juillet 1791[n 9]
- Mémoire sur la constitution physique de l’Égypte, 1793
- « Sur un genre de pierres calcaires très peu effervescentes avec les acides et phosphorescentes par la collision », dans Journal de physique, t. XXXIX, 1791[12] — Lettre du 30 janvier 1791 à Picot de Lapeyrouse.
- « Sur la chaleur des laves et sur des concrétions quartzeuses », dans Annales des mines, vol. 4, 1795, p. 53-72
- Dans Alfred Lacroix et Georges Daressy, Dolomieu en Égypte : 30 juin 1798-10 mars 1799, Le Caire, Impr. de l’Institut français d'archéologie orientale, coll. « Mémoires présentés à l’Institut d’Égypte » (no 3), 1922, VIII-140 p., in-4°Cinq études de Dolomieu, retrouvées tardivement, replacées dans leur contexte et commentées :

1. « Recueil de notes sur Alexandrie et sa région »
2. « Étude sur la constitution du sol d’Alexandrie »
3. « Recherches sur la cause de la destruction naturelle des monuments d’Alexandrie »
4. « Notice sur l’agriculture de la Basse-Égypte »
5. « Rapport sur le nilomètre de l’île de Rodah »

- Philosophie minéralogique, 1801 — Écrit en prison.
  - Über die Philosophie der Mineralogie und über das mineralogische Geschlecht, 1802

### Autres articles dans lesAnnales des mines
- Liste

### Collaboration
- Jean-Claude Richard de Saint-Non, Voyage pittoresque ou Description des royaumes de Naples et de Sicile, 5 vol., Paris, 1781-1786Dolomieu a écrit des textes pour cette publication, connue pour la splendeur de son illustration[13].

## Postérité

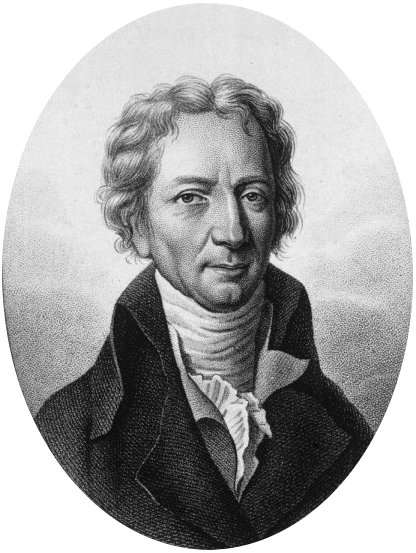
Gravure par Ambroise Tardieu, d'après un portrait de M. Cordier.